# Bistum Menongue
Das Bistum Menongue (lat.: Dioecesis Menonguensis) ist eine in Angola gelegene römisch-katholische Diözese mit Sitz in Menongue. Es umfasst die Provinz Cuando Cubango und die Gemeinden Jamba und Ganguela in der Provinz Huíla.

## Geschichte
Papst Paul VI. gründete das Bistum Serpa Pinto mit der Apostolischen Konstitution Quoniam apprime am 10. August 1975 aus Gebietsabtretungen der Bistümer Sá da Bandeira und Nova Lisboa und es wurde dem Erzbistum Luanda als Suffragandiözese unterstellt.
Am 3. Februar 1977 wurde es ein Teil der Kirchenprovinz Lubango. Am 16. Mai 1979 nahm es den aktuellen Namen an.

## Ordinarien

### Bischof von Serpa Pinto
- Francisco Viti (10. August 1975 – 16. Mai 1979)

### Bischöfe von Menongue
- Francisco Viti (16. Mai 1979 – 12. September 1986, dann Erzbischof von Huambo)
- José de Queirós Alves CSsR (12. September 1986 – 3. Mai 2004, dann Erzbischof von Huambo)
- Mário Lucunde (3. August 2005 – 12. März 2018)
- Leopoldo Ndakalako seit 19. März 2019